# ウミスズメ
ウミスズメ（海雀、Synthliboramphus antiquus）は、鳥綱チドリ目ウミスズメ科ウミスズメ属に分類される鳥類。

## 分布
北太平洋
ユーラシア大陸東岸からアリューシャン列島・千島列島・北アメリカ大陸北西部にかけての地域で繁殖する。非繁殖期にはより南方へ移動する。日本では近年は天売島でのみ繁殖が確認されている。三貫島でも繁殖していたとされるが、近年も繁殖しているかどうかは不明とされる。飛島で繁殖している可能性もある。非繁殖期には本州の沿岸部でもみられることがある。
おもに千島列島からアリューシャン列島、アラスカ西部などの島嶼部で繁殖するが日本でも天売島、三貫島などで少数が繁殖するとみられる。冬も繁殖地周辺の海上で過ごすが南下するものもおり、北日本各地の海上で冬鳥として見られる。九州や南西諸島でも記録がある。

## 形態

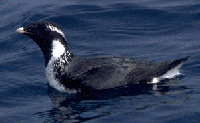
夏羽

全長25センチメートル。翼長13 - 14.1センチメートル。体長は25cmほどで、首が短く体は丸っこい。雌雄同色で頭は黒、首と腹は白、背中と翼は灰黒色をしている。夏羽では後頭部に白い模様が現れる。英名の"ancient"は「古代の」「年老いた」という形容詞だが、この名は後頭部の模様を老人の白髪に例えたものである。なお、冬羽は近縁種のカンムリウミスズメと似ており、両種が混在する日本近海では判別が難しくなる。
嘴の色彩は淡黄色で、上面や基部は黒みがかる。
夏羽は眼後部から頸部にかけて白い筋模様が入り、喉が黒い。冬羽は眼後部の白い筋模様がなく、喉が白い。

## 分類
以下の分類・分布はIOC World Bird List (v 8.2)に従う。
Synthliboramphus antiquus antiquus (Gmelin, JF, 1789)
アジア北東部からアリューシャン列島・アラスカにかけて
Synthliboramphus antiquus ceciliae Stepanyan, 1972
コマンドル諸島

## 生態
海洋に生息する。非繁殖期は10羽ほどの小さな群れで行動する。普段は沖合いの海上に浮かんで生活するが、たまに港などに現れる。潜水して魚類や甲殻類を捕食する。
繁殖地では夜行性で、木の根元や地面に空いた穴・倒木や切株の下・岩の隙間などに巣をつくる。3月下旬から6月下旬に、7 - 8日の間隔を空けて2個の卵を産む。雌雄ともに抱卵し、抱卵期間は約30日。雛は孵化してから2 - 3日で海に出て、親鳥は海上で給餌を行う。繁殖期には海岸の岩の隙間に巣を作る。普通1腹2卵、ときには1卵。第1卵産卵後、2～3日後に第2卵を産むといわれている。ヒナが孵化すると親鳥は1 - 2日のうちにヒナを巣から海へ連れ出し、以後は巣に戻らず海上でヒナを育てる。この子育てはカンムリウミスズメにも共通する。
捕食行動は魚を追いかけ、時には水深40mまで潜水する。この時に定置網や刺し網に引っ掛かり脱出できずに死ぬケースが、週に数羽 - 十数羽になることもある。

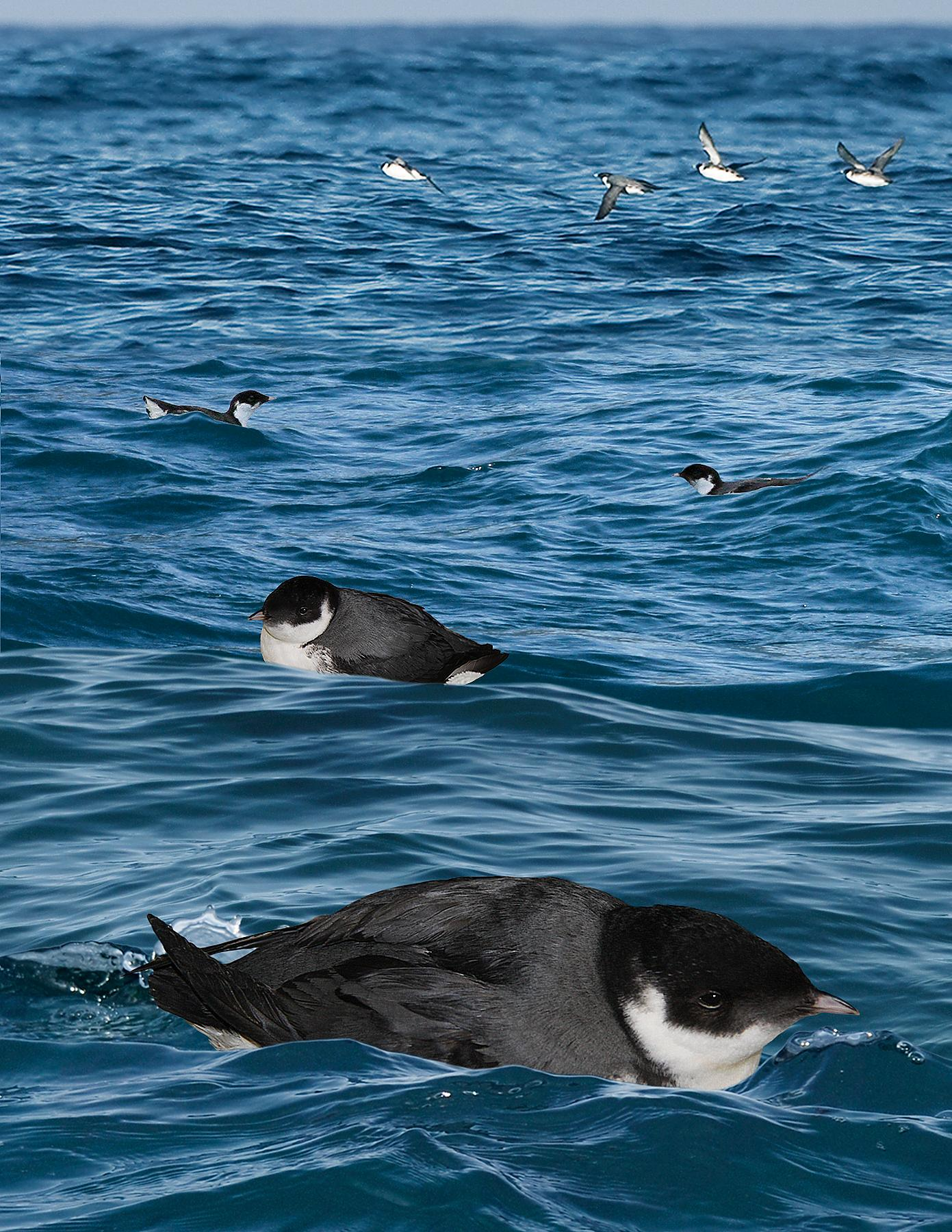
海上の群れ
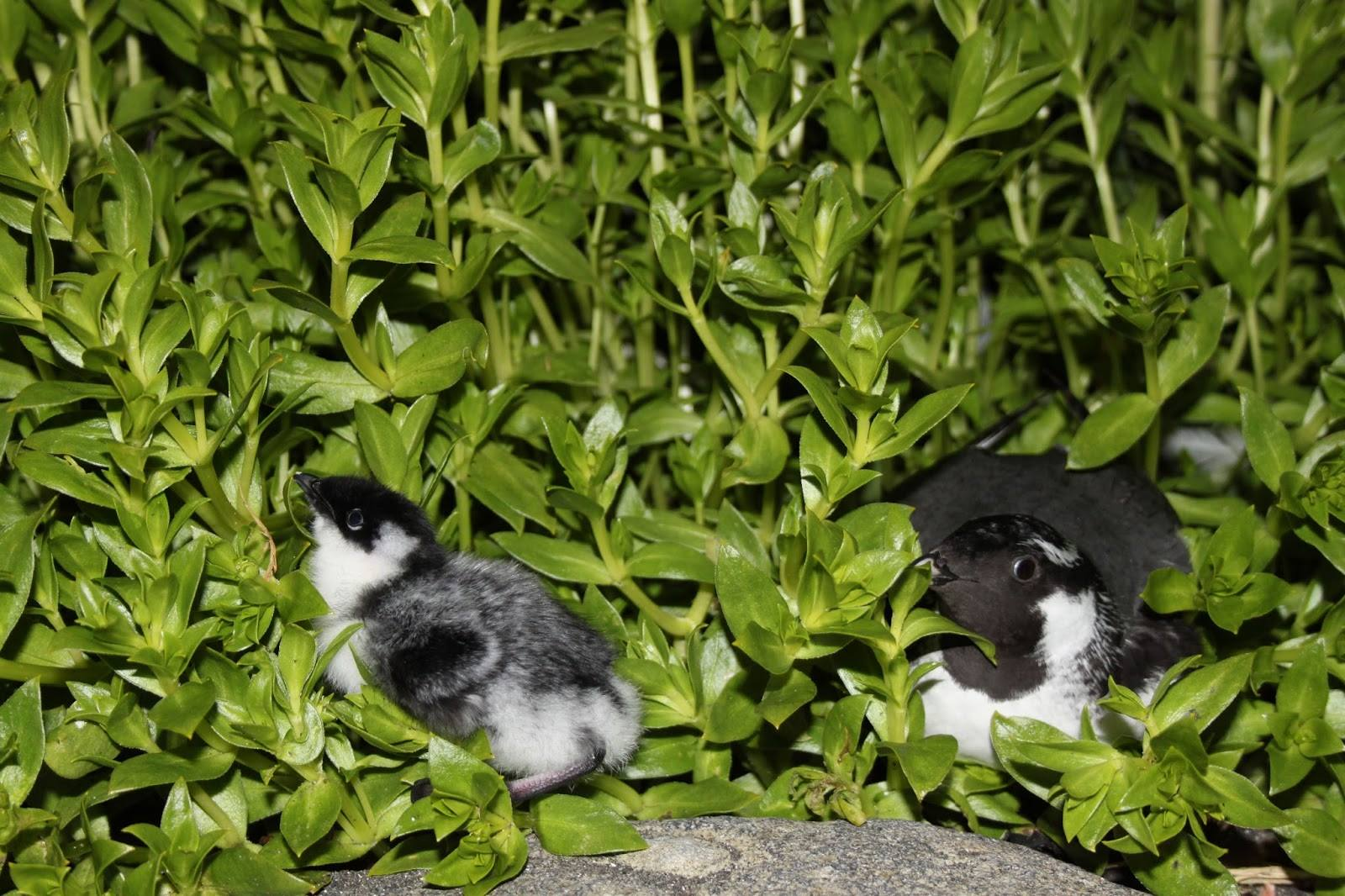
雛（左）と親（右）

## 人間との関係
外来種による捕食などにより生息数は減少している。一方で分布域が非常に広域で生息数も多いと考えられていることから、種として絶滅のおそれは低いと考えられている。
日本
繁殖地でのネズミ類やカラス類による捕食、漁業による混獲などによる影響が懸念されている。ナホトカ号重油流出事故における1,311体の漂着死骸のうち約3分の1が本種だったとされ、油の流出・汚染による影響も懸念されている。以前はハボマイモシリ島やモユルリ島でも繁殖していたが、繁殖地は壊滅している。1982年に天売島全域が鳥獣保護区に指定され、ハシブトガラスの巣の撤去などの保護対策が進められている。天売島での1956年における繁殖数は約500羽、1987年における繁殖数は約200羽と推定されている。
絶滅危惧IA類 (CR)（環境省レッドリスト）